# Cefsulodine
La cefsulodine est une molécule antibiotique, une céphalosporine de 3e génération.

## Mode d'action
La Cefsulodine inhibe la PLP, enzyme permettant la synthèse du peptidoglycane bactérien.